# Mexicaanse haas
De Mexicaanse haas (Lepus flavigularis)  is een zoogdier uit de familie van de hazen en konijnen (Leporidae). De wetenschappelijke naam van de soort werd voor het eerst geldig gepubliceerd door Wagner in 1844.